# پیست‌بین

پیست بین در یک حمله ی هکری

پِیست‌بین (به انگلیسی: Pastebin) یک نوع برنامه کاربردی تحت وب است که هرکس می‌تواند از طریق آن متنی را برای دوره‌ای از زمان، ذخیره نماید. این نوع وب سایت‌ها در اصل برای مقاصد برنامه‌نویسی و ذخیره تکه کدهای نوشته شده توسط برنامه نویسان یا پیکربندی اطلاعات بکار می‌روند اما هرکس می‌تواند هرنوع متن را در آن به اشتراک بگذارد. ایدهٔ اصلی پشت این نوع سایت، افزایش راحتی مردم برای به اشتراک گذاشتن مقادیر زیادی از متن به صورت آنلاین است.
معادل فارسی این واژه می‌تواند متن نشان یا متن چسبان باشد.
امروزه تعداد زیادی سایت با این قابلیت در اینترنت وجود دارد.